# Estorãos (Ponte de Lima)

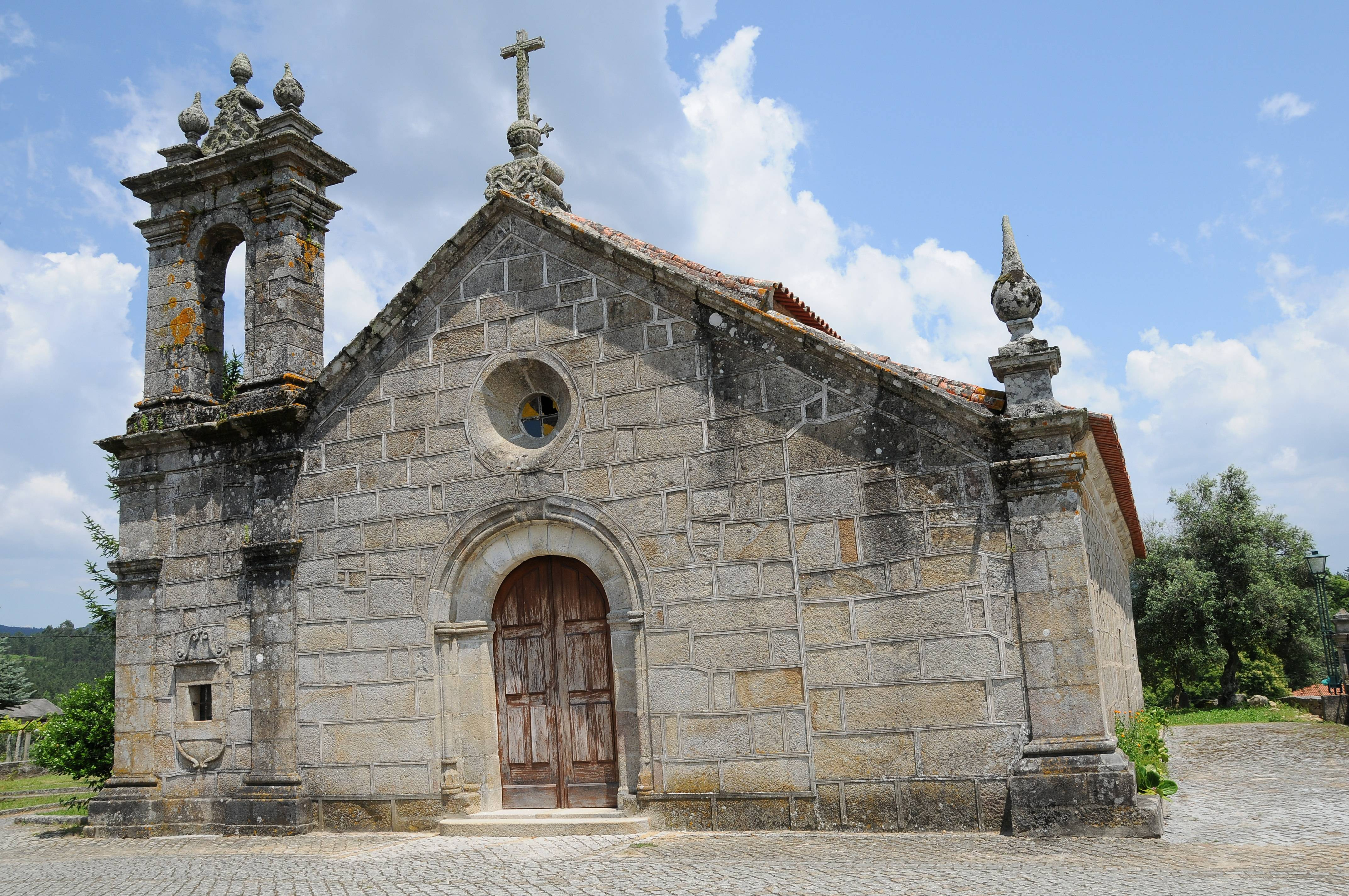
Kirche von Estorãos

Estorãos ist eine Gemeinde (Freguesia) im nordportugiesischen Kreis Ponte de Lima der Unterregion Minho-Lima.
 In ihr leben 408 Einwohner (Stand 19. April 2021).

## Bauwerke
- Ponte de Estorãos (römisch)
- Ponte do Arquinho

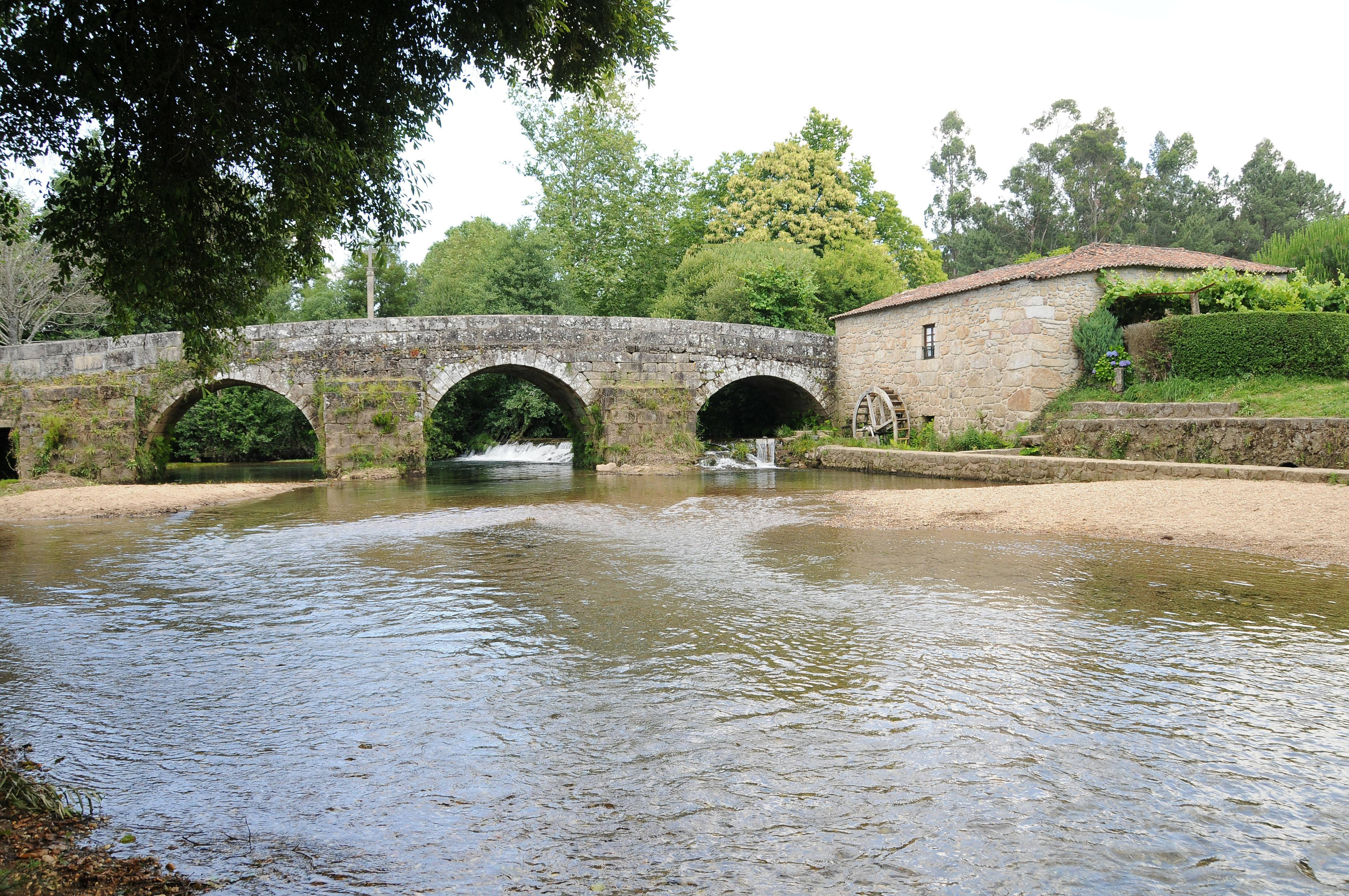
Römische Brücke von Estorãos

- Castro do Formigoso, Ruinen von Bouça do Monte do Crasto